# Calabar Municipal
Calabar Municipal é uma Área de governo local do Cross River (estado), Nigéria. Sua sede fica na cidade de Calabar.
Possui uma área de 142 km² e uma população de 183.681, no censo de 2006.
O código postal da área é 540.